# Дейтон (Нью-Йорк)
Дейтон (англ. Dayton) — місто (англ. town) в США, в окрузі Каттарогус штату Нью-Йорк. Населення — 1690 осіб (2020).

## Демографія
Згідно з переписом 2010 року, у місті мешкало 1886 осіб у 725 домогосподарствах у складі 488 родин. Було 830 помешкань
Расовий склад населення:
| - 96,3 % — білих - 0,9 % — корінних американців - 0,7 % — чорних або афроамериканців - 0,3 % — азіатів |

До двох чи більше рас належало 1,7 %. Частка іспаномовних становила 0,6 % від усіх жителів.
За віковим діапазоном населення розподілялося таким чином: 25,7 % — особи молодші 18 років, 58,9 % — особи у віці 18—64 років, 15,4 % — особи у віці 65 років та старші. Медіана віку мешканця становила 40,5 року. На 100 осіб жіночої статі у місті припадало 102,6 чоловіків;  на 100 жінок у віці від 18 років та старших — 99,1 чоловіків також старших 18 років.
Середній дохід на одне домашнє господарство  становив 54 972 долари США (медіана — 49 750), а середній дохід на одну сім'ю — 63 233 долари (медіана — 57 109). Медіана доходів становила 37 011 долар для чоловіків та 34 205 доларів для жінок. За межею бідності перебувало 20,7 % осіб, у тому числі 35,2 % дітей у віці до 18 років та 5,9 % осіб у віці 65 років та старших.
Цивільне працевлаштоване населення становило 790 осіб. Основні галузі зайнятості: освіта, охорона здоров'я та соціальна допомога — 32,4 %, виробництво — 14,1 %, будівництво — 11,8 %, публічна адміністрація — 9,6 %.